# Gerd Müller (CSU)

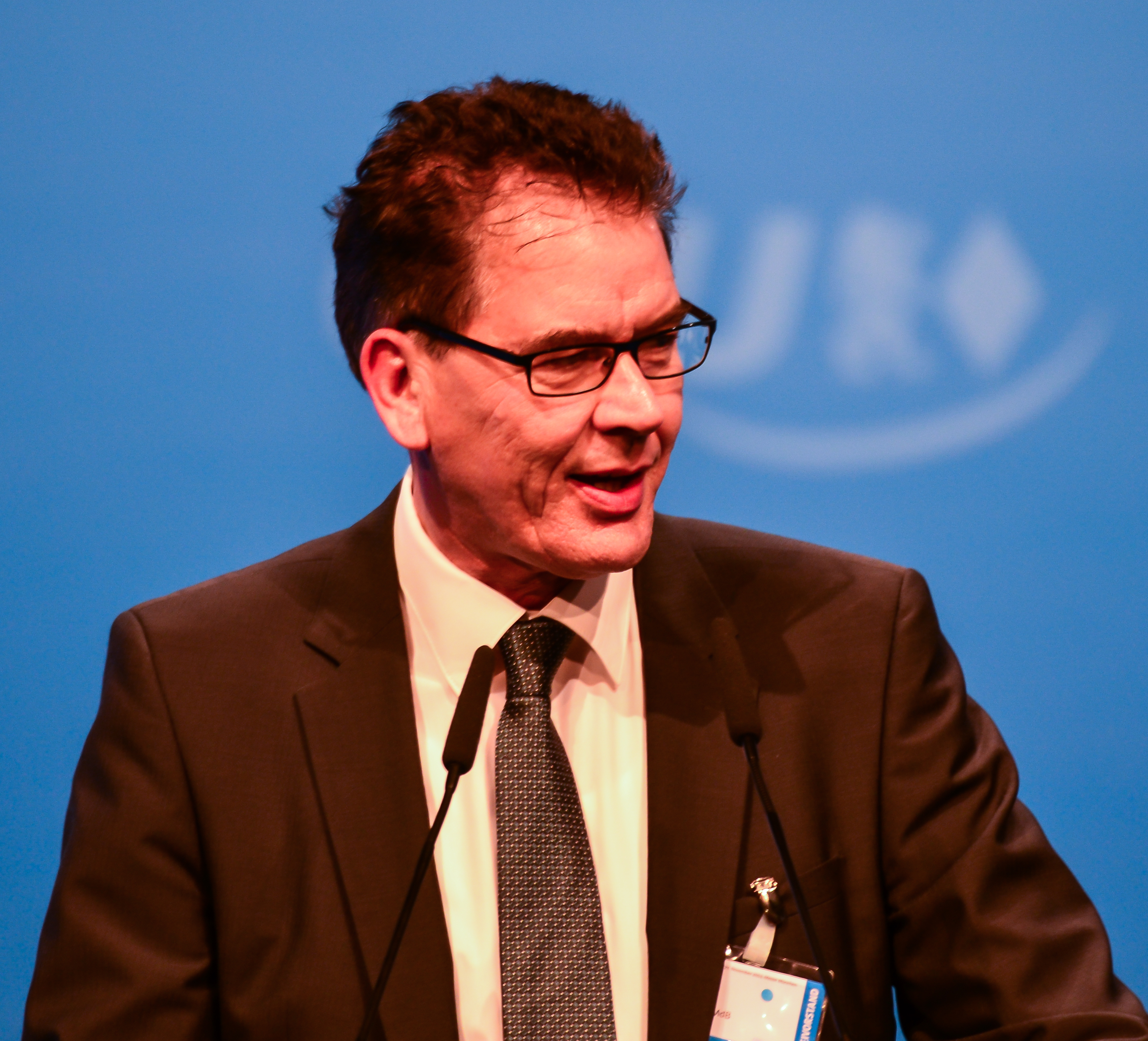
Gerd Müller på CSU:s partidag 2013.

Gerd Müller, född som Gerhard Müller 25 augusti 1955 i Krumbach, Schwaben i Bayern, Västtyskland, är en tysk konservativ politiker tillhörande det bayerska partiet Kristligt sociala unionen, CSU. Han är sedan 17 december 2013 Tysklands minister för ekonomiskt samarbete och utveckling i regeringen Merkel III.
Müller var tidigare 2005-2013 statssekreterare i jordbruks- och konsumentdepartementet under regeringarna Merkel I och II. Han är ledamot av Tysklands förbundsdag sedan 1994 och var dessförinnan 1989-1994 Europaparlamentariker och parlamentarisk gruppledare för Europeiska folkpartiets grupp.
Müller har en examen i ekonomi, pedagogik och statsvetenskap och blev 1988 filosofie doktor vid Regensburgs universitet med avhandlingen Die Junge Union Bayern und ihr Beitrag zur politischen Jugend- und Erwachsenenbildung. Före sin politiska karriär som parlamentariker arbetade han inom förbundslandet Bayerns näringslivsdepartement.
Han är katolik, gift och har två barn.